# Saint-Pavace
Saint-Pavace település Franciaországban, Sarthe megyében. Lakosainak száma 2002 fő (2022. január 1.). Saint-Pavace Saint-Saturnin, Le Mans, Neuville-sur-Sarthe, La Chapelle-Saint-Aubin és Coulaines községekkel határos.

## Népesség
A település népessége az elmúlt években az alábbi módon változott:
| Lakosok száma | 1943 | 1932 | 1986 | 1925 | 1921 | 1916 | 1909 | 1997 | 2002 |
|               | 2013 | 2015 | 2016 | 2017 | 2018 | 2019 | 2020 | 2021 | 2022 |